# گمینا بسکو
گمینا بسکو (به لهستانی:  Gmina Besko) یک گمینا در لهستان است که در شهرستان سانوک واقع شده‌است. گمینا بسکو ۲۷٫۶ کیلومتر مربع مساحت و ۴٬۲۴۲ نفر جمعیت دارد.